# Senegal na Letnich Igrzyskach Olimpijskich 2004
Senegal na Letnich Igrzyskach Olimpijskich 2004, reprezentowało 16 zawodników: 6 mężczyzn i 10 kobiet.

## Skład kadry

### Judo
Kobiety
- Hortence Diédhiou – kategoria 52 kg – odpadła w eliminacjach

### Lekkoatletyka
Mężczyźni
- Oumar Loum – 200 m – odpadł w eliminacjach
- Abdoulaye Wagne – 800 m – odpadł w eliminacjach
- Ndiss Kaba Badji – skok w dal – 27. miejsce

Kobiety
- Fatou Bintou Fall – 400 m – odpadła w półfinale
- Amy Mbacké Thiam – 400 m – odpadła w eliminacjach
- Mame Tacko Diouf – 400 m przez płotki – odpadła w eliminacjach
- Aïda Diop, Mame Tacko Diouf, Aminata Diouf, Fatou Bintou Fall – sztafeta 4 × 400 m  – odpadła w półfinale
- Kène N'Doye – skok w dal – 21. miejsce
- Kène N'Doye – trójskok – 14. miejsce

### Szermierka
Kobiety
- Aminata Ndong – szpada indywidualnie – 39. miejsce
- Nafi Toure – szabla indywidualnie – 24. miejsce

### Pływanie
Kobiety
- Khadidja Ciss – 200 m stylem dowolnym – 40. miejsce
- Khadidja Ciss – 800 m stylem dowolnym – 29. miejsce

Mężczyźni
- Malick Fall – 100 m stylem klasycznym – 40. miejsce
- Malick Fall – 200 m stylem klasycznym – 43. miejsce
- Malick Fall – 200 m stylem zmiennym – 47. miejsce

### Tenis stołowy
Mężczyźni
- Mohamed Guèye – gra pojedyncza – 49. miejsce

### Zapasy
Mężczyźni
- Matar Sène] – styl wolny kategoria 84 kg – 17. miejsce